# Malene Hauxner
Malene Hauxner (18. september 1942 – 18. januar 2012) var dr. agro., landskabsarkitekt og professor ved Det Biovidenskabelige Fakultet. Hun blev i 2005 udpeget som medlem af kanonudvalget for arkitektur.

## Biografi
Malene Hauxner startede med at uddanne sig som anlægsgartner (afsluttet 1964), men gik videre og blev uddannet landskabsarkitekt ved Kunstakademiets Arkitektskole i 1968. I perioden til 1979 arbejdede hun hos forskellige landskabsarkitektfirmaer, men dannede så sammen med J. Palle Schmidt eget firma, inden hun i 1989-1991 dannede sit helt eget firma. Fra 1975 virkede hun sideløbende som adjunkt i detailplanlægning, senere som lektor, på KVL.
I 1989-1992 videreuddannede Malene Hauxner sig som seniorstipendiat på KVL. I 1999 var hun gæsteforsker ved University of Pennsylvania. Hun blev udnævnt til professor på KVL i 2005. 

## Hædersbevisninger
- 2003: Nykredits Arkitekturpris
- 2004: N.L. Høyen medaljen